# Табор (Ленінградська область)
Табор (рос. Табор) — присілок у Лузькому районі Ленінградської області Російської Федерації.
Населення становить 10 осіб. Належить до муніципального утворення Толмачовське міське поселення.

## Історія
Згідно із законом від 28 вересня 2004 року № 65-оз належить до муніципального утворення Толмачовське міське поселення.

## Населення
| 1862 | 1997 | 2007 | 2010 |
| ---- | ---- | ---- | ---- |
| 3    | ↗11  | →11  | ↘10  |